# Geomyza consobrina
Geomyza consobrina is een vliegensoort uit de familie van de  grasvliegen (Opomyzidae). De wetenschappelijke naam van de soort is voor het eerst geldig gepubliceerd in 1938 door Zetterstedt.